# Islandia (Nueva York)
Islandia es una villa ubicada en el condado de Suffolk, estado de Nueva York, Estados Unidos. Según el censo de 2020, tiene una población de 3567 habitantes.
Está situada en la zona norte del municipio de Islip, en Long Island.

## Geografía
La localidad está ubicada en las coordenadas 40°48′25″N 73°10′16″O / 40.80694, -73.17111 (40.806862, -73.171084). Según la Oficina del Censo, tiene un área total de 5.73 km², correspondientes en su totalidad a tierra firme.

## Demografía
Según la Oficina del Censo, en 2000 los ingresos medios de los hogares de la localidad eran de $69,519 y los ingresos medios de las familias eran de $69,615. Los hombres tenían ingresos medios por $46,083 frente a  $34,261 para las mujeres. Los ingresos per cápita para la localidad eran de $25,682. Alrededor del 5.5% de la población estaba por debajo del umbral de pobreza.
De acuerdo con la estimación 2016-2020 de la Oficina del Censo, los ingresos medios de los hogares de la localidad son de $82,500 y los ingresos medios de las familias son de $92,500. Alrededor del 4.5% de la población está por debajo del umbral de pobreza.